# Bristol Brabazon
Bristol 167 Brabazon var det största trafikflygplan som tillverkats i Storbritannien.

## Allmänt
1943 när britterna insåg att andra världskriget en dag skulle vara över bildades Brabazon Committee som arbetade fram olika civila produkter för den brittiska krigsindustrin. Som ordförande agerade den brittiska transportministern John Moore-Brabazon.   
Ett av kommitténs förslag var ett passagerarflygplan som kunde flyga London-New York utan mellanlandning. För komfortens skull utrustades flygplanet med barer och promenaddäck. Trots att den brittiska statskassan på grund av kriget saknade medel för bygget gav parlamentet i mars 1943 sitt stöd för byggandet av en fullskalig modell samt två prototyper. För att klara bygget uppförde man en ny hangar och man tog stora delar av den lilla orten Filton i anspråk för att utvidga den befintliga start- och landningsbanan till 2 440 m.

## Brabazon Mark I
Den 4 september 1949 genomfördes premiärflygningen av Brabazon. Flygningen utgick från flygplatsen i Filton välbevakad av hela pressen. Fyra dagar senare visades flygplanet upp vid Farnborough Air Show, därefter vidtog flygutprovningen med start och landningsprov på Heathrow Airport. 
Under 1951 visades upp flygplanet vid flygmässan i Paris. På grund av hållfasthetsproblem uppstod sprickbildningar i strukturen och den brittiska luftmartsmyndigheten och något luftvärdighetsbevis utfärdades aldrig. Operatören BOAC var intresserade av flygplanet men tappade intresset och tillverkaren Bristol Aeroplane Company tillsammans med BEA såg ingen möjlighet att driva projektet vidare. Efter sju och ett halvt års arbete och 400 timmar i luften för prototypflygplanet avbröts projektet. Kostnaderna hade då uppgått till 12,5 miljoner pund. Både den färdiga prototypen Mark I och Mark II, som var under tillverkning, såldes som skrot i oktober 1953 för 10 000 pund. Av flygplanet återstår i dag några mindre delar som kan beskådas på Bristol Industrial Museum och Scotland's Museum of Flight.

## Brabazon Mark II
Under byggnaden av prototyp två beslöt man 1946 att försöka bygga flygplanet 4 500 kg lättare och använda sig av den starkare turbopropmotorn Bristol Coupled Proteus som skulle ge flygplanet den beräknade toppfarten 530 km/h. Flygplanet skulle därmed kunna genomföra en transatlatisk flygning på cirka 12 timmar. När hela projektet avbröts sparades en uppsättning hjul som kan beskådas på Bristol Industrial Museum.
Trots att Bristol Brabazon räknas till ett av Storbritanniens största industriella fiaskon även kallat "vit elefant", gav det ändå stora kunskaper och tekniska lösningar som kunde överföras till andra flygplansprojekt. Av totalkostnaden för Bristol Brabazon kan man räkna bort cirka hälften av de satsade pengarna som användes till att bygga upp infrastrukturen vid fabriken, både flygfältet och hangarbyggnaderna kunde användas till kommande modeller.

## Liknande flygplan
- Antonov An-22
- Tupolev Tu-114